# 杉本大地
杉本 大地（すぎもと だいち、1993年7月15日 - ）は、神奈川県高座郡寒川町出身のプロサッカー選手。Jリーグ・名古屋グランパス所属。ポジションはゴールキーパー（GK）。

## 来歴
小学校4年時に親の転勤で静岡県浜松市に転居。ヤマハジュビロSS浜松でプレーしたが、中学卒業時にジュビロ磐田ユースに昇格できず、地元を離れ京都サンガF.C.U-18に進んだ。2011年、2種登録選手としてトップチームに登録。2012年よりトップチームに昇格した。
2014年、J3に参戦するJリーグ・アンダー22選抜に選手登録された。正GKの呉承訓が負傷した為、2014年5月18日のJ2第14節水戸戦に先発出場し、Jリーグデビューを果たした。しかし、呉からはポジションを奪えず、呉の退団後もアビスパ福岡から加入した清水圭介や山田元気とのポジション争いに敗れた。
その後、柏レイソルより菅野孝憲が加入してほぼ構想外に近い扱いとなり、2016年よりかつて呉も在籍した徳島ヴォルティスへ期限付き移籍により加入した。
2016年はリオデジャネイロオリンピックにバックアップメンバーとして参加している。徳島では長谷川徹と相澤貴志の後塵を拝す結果に終わった。
2017年1月6日、横浜F・マリノスへの移籍が発表された。移籍を決断した理由として、GKコーチを務める松永成立の存在を挙げている。
加入後は長らく控えだったが、朴一圭の怪我等もあり、2019年8月17日のリーグ第23節のセレッソ大阪戦にてJ1リーグ戦初出場。しかし、朴からポジションを奪うことは出来ず、再び控えに回った。さらに夏にはヴィッセル神戸に移籍した飯倉大樹と入れ替わりでサンフレッチェ広島より中林洋次が加入し、構想外となった。
2020年、ジュビロ磐田に完全移籍。磐田加入後は序盤から控えに留まり、一時は正GKの八田直樹に代わって、ゴールマウスを守る試合があったものの、第2GKの立場は変わらず8試合に留まった。
2021年は三浦龍輝が正GKに定着したため、シーズン通して出場は無かった。
2021年12月29日、ベガルタ仙台に完全移籍した。1年目の2022年は、小畑裕馬やネデリコ・ストイシッチとポジションを争いながら15試合に出場したが、翌年の2023年は新加入の林彰洋が正GKに定着したため出番はなかった。
2022年9月、『NPO法人ツナグーFootballer』を設立。メンバーは田口潤人（FC琉球）、杉本大地（ベガルタ仙台）、毛利駿也（ツエーゲン金沢）、武沢一翔（FC琉球）の4人。
2023年3月13日、名古屋グランパスに完全移籍で加入。正GKはミッチェル・ランゲラックが定着し、第2GKも武田洋平で固定されたため、2023年、2024年シーズンと公式戦での出場はなかった。
2025年シーズンは、ランゲラックは移籍したものの、元日本代表のシュミット・ダニエル、シュミットの怪我で急遽現役から復帰した児玉剛の加入、プロ2年目のピサノ・アレックス幸冬堀尾の台頭もあり、ベンチ入りが困難な状況が続いている。

## 所属クラブ
- 寒川SC（寒川町立寒川小学校）[1]
- 芳川サッカースポーツ少年団（浜松市立芳川北小学校）
- 2006年 - 2008年 ヤマハジュビロSS浜松（浜松市立南陽中学校）
- 2009年 - 2011年 京都サンガF.C.U-18（第一学院高等学校）
  - 2011年  京都サンガF.C.（2種登録選手）
- 2012年 - 2016年  京都サンガF.C.
  - 2014年 - 2015年  Jリーグ・アンダー22選抜
  - 2016年  徳島ヴォルティス（期限付き移籍）
- 2017年 - 2019年  横浜F・マリノス
- 2020年 - 2021年  ジュビロ磐田
- 2022年 - 2023年3月  ベガルタ仙台
- 2023年3月 -  名古屋グランパスエイト

## 個人成績
| 国内大会個人成績 | 国内大会個人成績 | 国内大会個人成績 | 国内大会個人成績 | 国内大会個人成績 | 国内大会個人成績 | 国内大会個人成績 | 国内大会個人成績 | 国内大会個人成績 | 国内大会個人成績 | 国内大会個人成績 | 国内大会個人成績 |
| 年度             | クラブ           | 背番号           | リーグ           | リーグ戦         | リーグ戦         | リーグ杯         | リーグ杯         | オープン杯       | オープン杯       | 期間通算         | 期間通算         |
| 年度             | クラブ           | 背番号           | リーグ           | 出場             | 得点             | 出場             | 得点             | 出場             | 得点             | 出場             | 得点             |
| 日本             | 日本             | 日本             | 日本             | リーグ戦         | リーグ戦         | リーグ杯         | リーグ杯         | 天皇杯           | 天皇杯           | 期間通算         | 期間通算         |
| ---------------- | ---------------- | ---------------- | ---------------- | ---------------- | ---------------- | ---------------- | ---------------- | ---------------- | ---------------- | ---------------- | ---------------- |
| 2012             | 京都             | 29               | J2               | 0                | 0                | -                | -                | 0                | 0                | 0                | 0                |
| 2013             | 京都             | 29               | J2               | 0                | 0                | -                | -                | 0                | 0                | 0                | 0                |
| 2014             | 京都             | 29               | J2               | 7                | 0                | -                | -                | 0                | 0                | 7                | 0                |
| 2015             | 京都             | 1                | J2               | 5                | 0                | -                | -                | 1                | 0                | 6                | 0                |
| 2016             | 徳島             | 29               | J2               | 2                | 0                | -                | -                | 1                | 0                | 3                | 0                |
| 2017             | 横浜FM           | 31               | J1               | 0                | 0                | 6                | 0                | 2                | 0                | 8                | 0                |
| 2018             | 横浜FM           | 31               | J1               | 0                | 0                | 3                | 0                | 0                | 0                | 3                | 0                |
| 2019             | 横浜FM           | 31               | J1               | 4                | 0                | 0                | 0                | 2                | 0                | 6                | 0                |
| 2020             | 磐田             | 21               | J2               | 8                | 0                | -                | -                | -                | -                | 8                | 0                |
| 2021             | 磐田             | 21               | J2               | 0                | 0                | -                | -                | 1                | 0                | 1                | 0                |
| 2022             | 仙台             | 23               | J2               | 15               | 0                | -                | -                | 2                | 0                | 17               | 0                |
| 2023             | 仙台             | 23               | J2               | 0                | 0                | -                | -                | -                | -                | 0                | 0                |
| 2023             | 名古屋           | 37               | J1               | 0                | 0                | 0                | 0                | 0                | 0                | 0                | 0                |
| 2024             | 名古屋           | 37               | J1               | 0                | 0                | 0                | 0                | 0                | 0                | 0                | 0                |
| 2025             | 名古屋           | 21               | J1               |                  |                  |                  |                  |                  |                  |                  |                  |
| 通算             | 日本             | 日本             | J1               | 4                | 0                | 9                | 0                | 4                | 0                | 17               | 0                |
| 通算             | 日本             | 日本             | J2               | 37               | 0                | -                | -                | 5                | 0                | 42               | 0                |
| 総通算           | 総通算           | 総通算           | 総通算           | 41               | 0                | 9                | 0                | 9                | 0                | 59               | 0                |

- 2011年は2種登録選手

その他の公式戦
| 2014   | J-22   | -      | J3     | 0 | 0 | 0 | 0 |
| 2015   | J-22   | -      | J3     | 1 | 0 | 1 | 0 |
| 通算   | 日本   | 日本   | J3     | 1 | 0 | 1 | 0 |
| 総通算 | 総通算 | 総通算 | 総通算 | 1 | 0 | 1 | 0 |

- Jリーグ初出場 - 2014年5月18日 J2第14節 vs水戸ホーリーホック（ケーズデンキスタジアム水戸）

## タイトル

### クラブ
横浜F・マリノス
- J1リーグ : 2019年

ジュビロ磐田
- J2リーグ：2021年

## 代表歴
- U-18日本代表
  - AFC U-19選手権2012 (予選)
- U-19日本代表
  - AFC U-22アジアカップ2013 (予選)
  - AFC U-19選手権2012
- U-20日本代表
  - 2013年東アジア競技大会
- U-21日本代表
  - AFC U-22アジアカップ2013
  - アジア競技大会 (選出後怪我で離脱)
- U-23日本代表
  - AFC U-23選手権2016
  - リオデジャネイロオリンピック(バックアップメンバー)